# Schaefferia serrata
Schaefferia serrata är en benvedsväxtart som beskrevs av Ludwig Eduard Theodor Loesener. Schaefferia serrata ingår i släktet Schaefferia och familjen Celastraceae. Inga underarter finns listade.